# Macrobrachium jiangxiense
Macrobrachium jiangxiense is een garnalensoort uit de familie van de Palaemonidae. De wetenschappelijke naam van de soort is voor het eerst geldig gepubliceerd in 1985 door Liang & Yan.